# Banca centrale della Mongolia
La banca centrale della Mongolia ha come obiettivo principale quello di garantire la stabilità del tugrik mongolo, nonché contribuire alla crescita dell'economia della nazione, attraverso il mantenimento della stabilità della moneta, dei mercati finanziari e del sistema bancario.
Al fine di realizzare i suoi obiettivi, la Banca della Mongolia effettua le seguenti attività:
- Emissione di monete in circolazione
- Formulazione e l'attuazione della politica monetaria attraverso il coordinamento dell'offerta di moneta nell'economia
- Migliorare la qualità dell'attività intermediaria fiscale del Governo
- Supervisione delle attività bancarie
- Organizzazione di pagamenti interbancari e della liquidazione
- Detenzione e la gestione delle riserve dello Stato, delle valute estere.